# Moto Guzzi Quattro Valvole racers

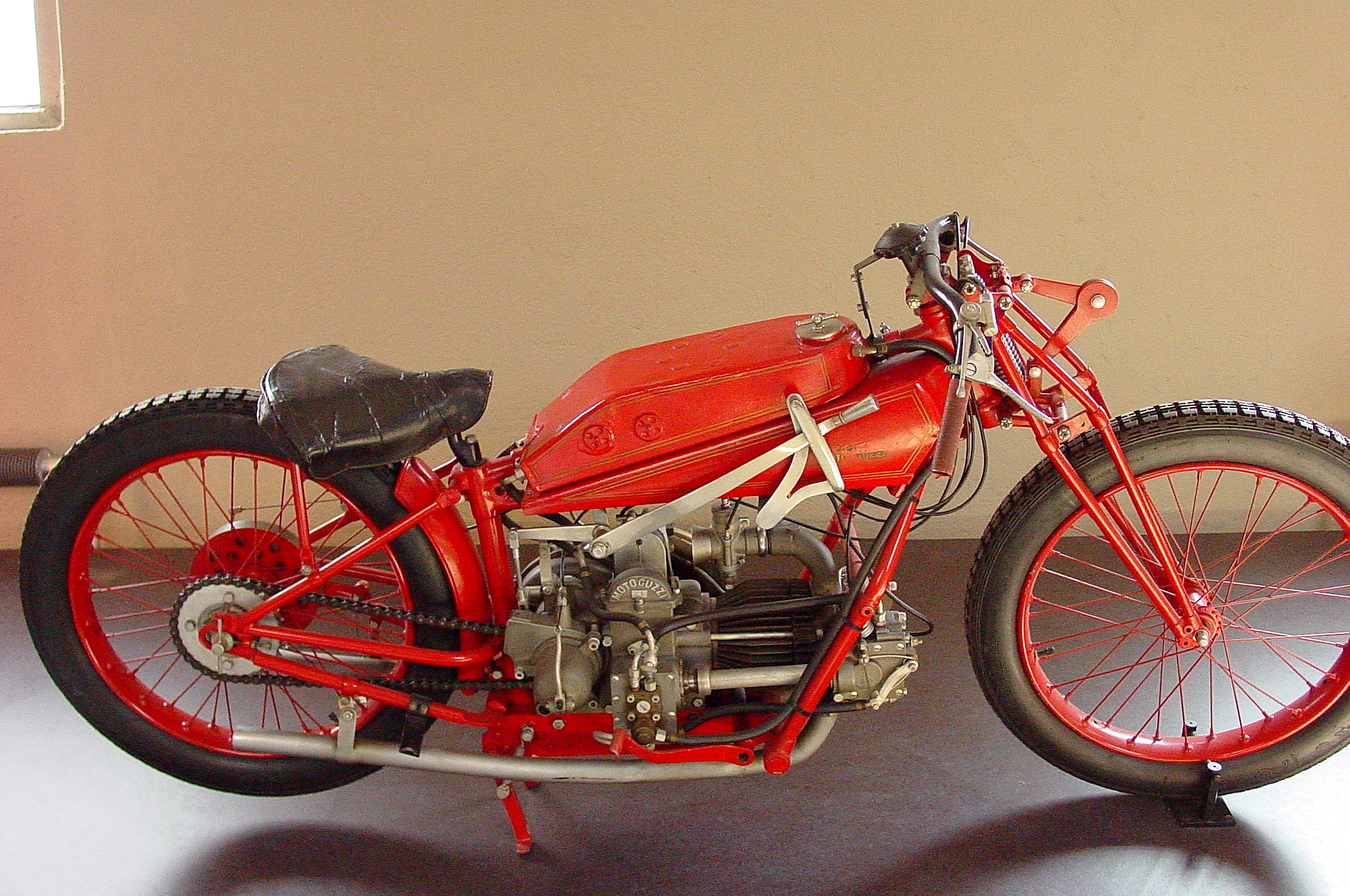
De C4V (Corsa Quattro Valvole) was de eerste pure wegracer van Moto Guzzi. Dit is de eerste versie uit 1924, zoals hij in september 1924 de Europese titel won: de voorrem verwijderd, de olietank boven op de brandstoftank en zonder spatborden

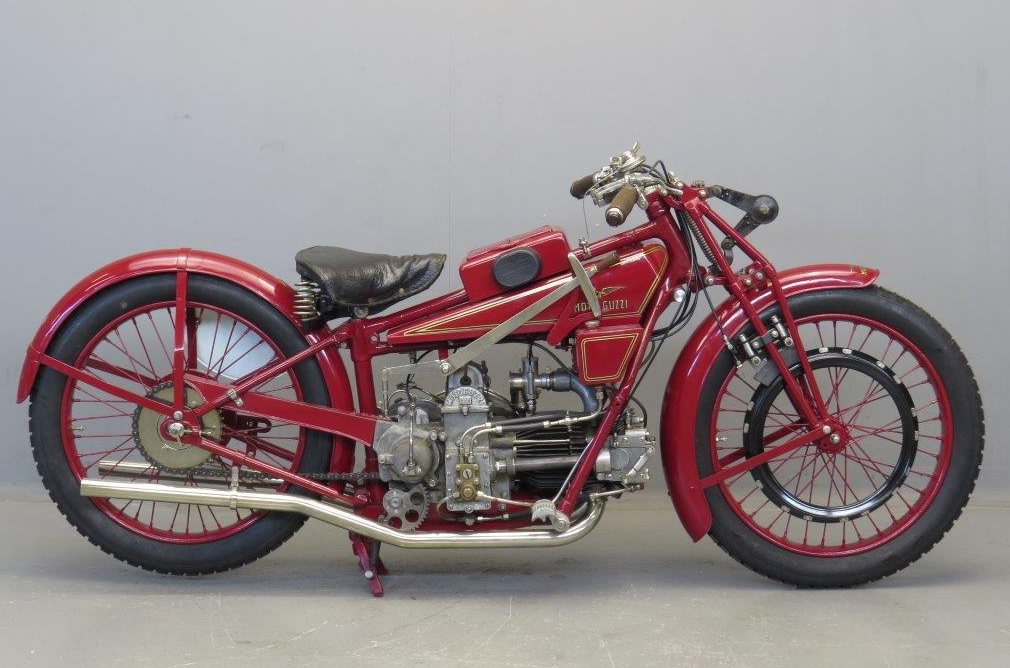
C4V als productieracer in 1925

De Quattro Valvole racers waren de eerste racemotorfietsen van het merk Moto Guzzi. "Quattro Valvole" betekent: "vier kleppen". Deze onofficiële naam verwijst naar de vier kleppen in de cilinderkop van deze motorfietsen, vanaf het model C4V.

## Voorgeschiedenis
Moto Guzzi was pas in 1921 begonnen met de productie van motorfietsen, en er was nog slechts één model te koop: de Moto Guzzi Normale. Carlo Guzzi was weliswaar geen groot voorstander van racen, maar enerzijds besefte hij ook dat de motorsport een groot reclame-aspect was, en anderzijds bood het deelnemen aan races hem de kans de technische aspecten die te duur waren voor productiemodellen toch toe te passen. Het racen was ook al deel van de plannen vóórdat het merk Moto Guzzi ontstond. De taakverdeling binnen het oorspronkelijke "driemanschap" dat zich tijdens de Eerste Wereldoorlog had gevormd was: Carlo Guzzi als constructeur, Giorgio Parodi als geldschieter en Giovanni Ravelli als fabriekscoureur. Ravelli was echter al vóór de oprichting van Moto Guzzi verongelukt. Motorcircuits bestonden nog nauwelijks, maar in Italië waren langeafstandsraces in zwang, zoals de Targa Florio op Sicilië, de Noord-Zuid race van Milaan naar Napels, de "Circuito del Piave", in de omgeving van de Piave door de Falzaregopas, de Pordoipas en de Rollepas, de "Circuito di Cremona" door de provincie Cremona en de "Circuito del Lario", tussen Valbrona en de Valassina vallei.

## C2V
Tot 1923 had Moto Guzzi aan wedstrijden deelgenomen met licht gewijzigde versies van de "Normale", maar in dat jaar verscheen de eerste racemotor, de Moto Guzzi C2V ("Corsa Due Valvole"). Dit was de eerste Moto Guzzi die in de rode kleur was gespoten. De C2V werd voornamelijk ingezet in de langeafstandsraces, die indertijd in Italië populair waren. Daarom had de machine ook een kickstarter. Echte circuits bestonden nog nauwelijks. Toen de machine in 1924 als fabrieksracer werd afgelost door de C4V, kwam het model als productieracer op de markt voor privérijders. De prijs was 9.450 lire. De dubbele ontsteking werd vanaf dat moment een optie. Het motorblok stond later model voor die van de 2VT en de GT 2VT. Het frame werd gebruikt bij de Sport.

### Resultaten
De C2V won zijn eerste race, de Circuito del Lario in 1923, met aan het stuur Carlo Guzzi's zwager Valentino Gatti. Guido Mentasti won de "Giro Motociclista d'Italia" en in Monza werd een ronderecord met een snelheid van 128 km per uur gereden.

### Motor
Zonder al te grote aanpassingen werd de kop/zijklepmotor van de Normale voorzien van twee kopkleppen, die door stoterstangen en tuimelaars werden bediend. Dit was dus nog geen "Quattro Valvole" motor. Het was een liggende 500 cc eencilinder. Daardoor kreeg het heetste onderdeel, de cilinderkop, de beste rijwindkoeling. Het was, ook al in tegenstelling tot het gebruikelijke, een korteslag motor (de slag van 82 mm was kleiner dan de boring van 88 mm). Er was een enorm buitenliggend vliegwiel toegepast, waardoor de lagers van de krukas dichter bij elkaar konden liggen. De zuiger kreeg drie compressieveren en één olieschraapveer en de 25mm-Amac-racecarburateur had een inlaatkelk die recht naar achteren wees in plaats van opzij. Door deze aanpassingen steeg het vermogen naar 17 pk bij 4.200 toeren per minuut. Behalve de terugvoerpomp voor de olie was er nu ook een normale oliepomp toegepast, vooral om de tuimelaaras te kunnen smeren.

### Aandrijflijn
Door het vliegwiel los te plaatsen van de koppeling konden koppeling en versnellingsbak vlak achter de motor worden geplaatst, waardoor de ketting voor de primaire aandrijving kon worden vervangen door een set ingesloten kegeltandwielen. Moto Guzzi bouwde dus vanaf het begin een blokmotor. Daardoor kregen motor en versnellingsbak ook een gezamenlijk smeersysteem. De secundaire aandrijving werd verzorgd door een ketting.

### Rijwielgedeelte
Omdat de motor met zijn liggende cilinder erg laag was, kon ook het frame laag gebouwd worden. Het was een dubbel wiegframe met een aangeschroefde driehoeksconstructie als achterframe. Hierbij maakte ook het verstevigde achterspatbord deel uit van de dragende constructie. Tussen de bovenste framebuizen was de tank gemonteerd, volgens het principe van een flattank, maar bij Guzzi was deze wigvormig gemaakt, waardoor de bovenste buis naar beneden afliep. Daardoor werd een zeer comfortabele zithouding verkregen. Aan vering en remmen was nog niet veel aandacht besteed. Vóór was een gebruikelijke girder voorvork toegepast, het achterframe was star. Een voorrem was er helemaal niet, het achterwiel kon zowel met hand- als voetbediening beremd worden door een trommelrem.

### Toermodel
De C2V werd al vrijwel direct na de eerste raceresultaten leverbaar voor het "gewone" publiek, niet als productieracer, maar als sportmodel, met verlichting. Hij werd daarna ook nog doorontwikkeld, en toen in 1931 de Sport 15 verscheen, kreeg de C2V diens frame en werd omgedoopt tot 2VT. Toen ook nog de achtervering van de Moto Guzzi GT werd gemonteerd werd dat "Moto Guzzi GT 2VT".

## C4V

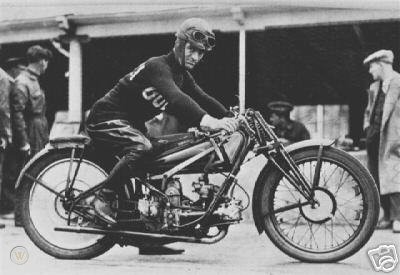
De fabrieksrijder Terzo Bandini in 1925 op een Moto Guzzi C4V.

De C4V ("Corsa Quattro Valvole") was een nieuwe racer die in 1924 verscheen, en meer dan de C2V bedoeld was voor het racen op echte circuits. Hij moest het opnemen in de Grands Prix, met concurrentie uit Duitsland maar vooral uit het Verenigd Koninkrijk. Na een paar jaar verslapte de aandacht van Moto Guzzi voor de 500cc-klasse en ging men zich meer richten op de 250cc-racers. De C4V ging voor privérijders in de verkoop voor 12.300 lire, maar men vanaf 1927 kon ook een goedkopere productieracer kopen: de 4V TT of de 4V SS.

### Resultaten
In 1924 was er meteen succes met een overwinning in de Circuito del Lario door Pietro Ghersi, waarbij twee andere C4V's tweede en vierde werden. In 1924 werden nog een aantal successen behaald, zoals een overwinning in de Grand Prix van Duitsland op de AVUS Ring van Pietro Ghersi én de eerste Europese titel in Monza voor Guido Mentasti. Voor dit eerste kampioenschap was het frame verstevigd, de voorrem werd verwijderd en de olietank werd boven op de brandstoftank geplaatst. Het succes voor Moto Guzzi was compleet door de tweede plaats van Erminio Visioli en een vijfde plaats van Pietro Ghersi. De C4V brak ook een aantal snelheidsrecords, en met het toenemende vermogen brak hij zelfs zijn eigen records. De C4V werd in 1932 nog één keer ingezet. Carlo Fumagalli won de race van Milaan naar Napels. De machine had toen een dubbele carburateur, leverde 32 pk en haalde 170 km per uur. Na deze race verdween de machine in het museum.

### Motor
De motor was in de basis gelijk aan die van het eerste ontwerp, het GP prototype uit 1920. Dat had al vier kleppen en koningsasaandrijving van de nokkenas. Deze elementen waren te duur geweest om al op de eerste seriemodellen toe te passen, maar bij racemotoren was dat een ander verhaal. Bij de C4V stonden de kleppen paarsgewijs naast elkaar, maar de paren stonden schuin ten opzichte van de zuiger, waardoor een bolle verbrandingsruimte ontstond. De cilinderkop was deels van gietijzer met een "rockerbox" (het tuimelaarhuis) van aluminium. Bovendien kreeg de motor een kleppenlichter, om de duwstart eenvoudiger te maken. Door de twee inlaatkleppen kreeg de machine een speciaal gebouwde Amac 28,5mm-carburateur met een geplitst spruitstuk. Er waren ook twee uitlaten, een voor elke uitlaatklep. De compressieverhouding kon flink verhoogd worden, want benzine was al veel klopvaster geworden, en bovendien mochten racemotoren inmiddels ook toevoegingen in de benzine gebruiken. Hierdoor leverde de C4V in 1924 al 22 pk bij 5.500 toeren per minuut, maar dat steeg binnen een paar jaar naar liefst 32 pk. Opmerkelijk was de terugvoerleiding van de motorolie naar de olietank. Die liep langs de voorkant van de motor via een aantal bochten, waardoor de olie een grotere afstand door de koele lucht moest afleggen. Een van de eerste oliekoelers.

### Rijwielgedeelte
Het frame week nog niet veel af van de vorige modellen, maar was hier en daar aangepast aan de andere maten van het raceblok. De voorvork had nu een grote frictiedemper van Harton. Er werd geëxperimenteerd met voorremmen. Soms werd een velgrem toegepast, een enkele keer een trommelrem maar vreemd genoeg werd op echt snelle circuits als Monza helemaal geen voorrem gebruikt. De olietank was veel groter geworden, en het totaalgewicht bleef ca. 130 kg.

## 4V TT
De 4V TT loste in 1927 de C4V af, maar was waarschijnlijk meer bedoeld voor de langeafstandsraces die in Italië niet alleen populair maar ook voor iedereen toegangelijker waren dan circuitraces. Het was dan ook een productieracer, met een gereedschapskistje op de tank. De machine leverde 27 pk en was minder extreem als racer gebouwd dan de C4V. Er waren wel enkele nieuwigheden, zoals de stuurdemper en het Oostenrijkse Gazda stuur dat uit bladveren bestond. De olietank werd verplaatst naar de voorkant van de benzinetank. De 4V TT kostte 8.900 lire.

### Motor
Vooral inwendig waren er een aantal wijzigingen ten opzichte van de C4V: De krukas was van nikkelstaal en het big-end van de drijfstang draaide voor het eerst in een naaldlager. De kleppen waren van chroom-staal wolfraam. Er was nog steeds een Bosch-magneetontsteking toegepast, maar de carburateur was naar keuze een Amac of Binks. De cilinderkop was van brons, dat een beter warmtegeleiding garandeerde.

### Rijwielgedeelte
Het frame werd helemaal herzien. Er werd een dubbele bovenbuis tussen het balhoofd en het achterwiel toegepast. Het driehoekige achterframe werd wat korter en de zithouding werd sportiever doordat de voetsteunen nu vrijwel recht onder het zadel zaten. De voorvork leek op de eerdere Girder typen, maar was nu ruitvormig, met een vrij forse schroefveer en twee trekveren en de centrale frictiedemper werd vervangen door twee kleinere aan de zijkanten. Achtervering was er nog niet, maar de machine werd wel permanent uitgerust met een trommelrem in het voorwiel. Een belangrijke verandering was de verplaatsing van de voetsteunen die nu onder het zadel zaten. Daardoor konden coureurs hun liggende houding veel gemakkelijker volhouden dan hun concurrenten.

## 4V SS
In 1928 kwam naast de 4V TT de 4V SS ter beschikking van privérijders. De machine was veel duurder dan de 4V TT, maar de prijs daalde al snel tot hij bijna 1.000 lire goedkoper was. Bij de introductie was de prijs 9.600 lire, maar die daalde tot 7.950 lire.

### Motor
De motor was met zijn ca. 30 pk weer sterker geworden, en had nog steeds een bronzen cilinderkop, die in 1930 weer werd vervangen door een gietijzeren exemplaar. Er werd een Amac of Binks-carburateur gebruikt, maar de laatste modellen hadden een Britse Amal-carburateur. Mét Bosch magneetontsteking en dynamo was de machine weer 1.000 lire duurder.

### Rijwielgedeelte
Het rijwielgedeelte was niet wezenlijk gewijzigd, maar omdat de olietank weer boven op de tank zat, werd het gereedschap nu meegevoerd in een leren tasje naast het achterframe.

## Technische gegevens
| Moto Guzzi             | C2V                                        | C4V                                                                                            | 4V TT                                | 4V SS                                |
| ---------------------- | ------------------------------------------ | ---------------------------------------------------------------------------------------------- | ------------------------------------ | ------------------------------------ |
| Periode                | 1923-1927                                  | 1924-1927                                                                                      | 1927-1929                            | 1928-1933                            |
| Productieaantal        | Onbekend                                   | 486 (C4V, V4 TT en V4 SS samen)                                                                | 486 (C4V, V4 TT en V4 SS samen)      | 486 (C4V, V4 TT en V4 SS samen)      |
| Categorie              | Fabrieksracer, vanaf 1924: productieracer. | Fabrieksracer en productieracer                                                                | Productieracer                       | Productieracer                       |
| Motortype              | OHC                                        | OHC                                                                                            | OHC                                  | OHC                                  |
| Bouwwijze              | dwarsgeplaatste liggende eencilinder       | dwarsgeplaatste liggende eencilinder                                                           | dwarsgeplaatste liggende eencilinder | dwarsgeplaatste liggende eencilinder |
| Cilinder               | Gietijzer                                  | Gietijzer                                                                                      | Gietijzer                            | Gietijzer                            |
| Cilinderkop            | Gietijzer                                  | Gietijzer met aluminium tuimeraarhuis                                                          | Brons                                | Brons, vanaf 1930: Gietijzer         |
| Klepopstelling         | 2 kopkleppen                               | 4 kopkleppen                                                                                   | 4 kopkleppen                         | 4 kopkleppen                         |
| Klepbediening          | Stoterstangen en tuimelaars                | Koningsas                                                                                      | Koningsas                            | Koningsas                            |
| Carburateur            | Amac 25 mm Race                            | Amac 28,5 mm Race                                                                              | Amac of Binks, laatste versies: Amal | Amac of Binks                        |
| Ontsteking             | Bosch dubbele magneetontsteking            | Bosch magneetontsteking                                                                        | Bosch magneetontsteking              | Bosch magneetontsteking              |
| boring                 | 88 mm                                      | 88 mm                                                                                          | 88 mm                                | 88 mm                                |
| slag                   | 82 mm                                      | 82 mm                                                                                          | 82 mm                                | 82 mm                                |
| Cilinderinhoud         | 498,4 cc                                   | 498,4 cc                                                                                       | 498,4 cc                             | 498,4 cc                             |
| Smeersysteem           | Dry-sump                                   | Dry-sump                                                                                       | Dry-sump                             | Dry-sump                             |
| Compressieverhouding   | 5,25:1                                     | 6:1                                                                                            | 6:1                                  | Onbekend                             |
| Max. Vermogen          | 17 pk bij 4.200 tpm                        | 22 pk bij 5.500 tpm, vanaf ca. 1926: 32 pk                                                     | 27 pk                                | ca. 30 pk                            |
| Topsnelheid            | 120 km/h                                   | ca. 150 km/h, laatste versies ca. 160 km/h                                                     | ca. 155 km/h                         | ca. 160 km/h                         |
| Primaire aandrijving   | tandwielen                                 | tandwielen                                                                                     | tandwielen                           | tandwielen                           |
| Koppeling              | meervoudige natte platenkoppeling          | meervoudige natte platenkoppeling                                                              | meervoudige natte platenkoppeling    | meervoudige natte platenkoppeling    |
| Versnellingen          | 3 handgeschakeld                           | 3 handgeschakeld                                                                               | 3 handgeschakeld                     | 3 handgeschakeld                     |
| Secundaire aandrijving | ketting                                    | ketting                                                                                        | ketting                              | ketting                              |
| frame                  | Dubbel wiegframe                           | Dubbel wiegframe                                                                               | Dubbel wiegframe                     | Dubbel wiegframe                     |
| Wielbasis              | 1.410 mm                                   | 1.380 mm                                                                                       | Onbekend                             | Onbekend                             |
| Vering vóór            | Girder                                     | Girder met frictiedempers                                                                      | Ruitvorm met frictiedempers          | Ruitvorm met frictiedempers          |
| Vering achter          | Star                                       | Star                                                                                           | Star                                 | Star                                 |
| Wielen                 | 19 x 2½ inch                               | 21 x 2½ inch                                                                                   | Onbekend                             | Onbekend                             |
| Banden                 | 26" x 3.00                                 | 27" x 2.75                                                                                     | 27" x 3.00                           | Onbekend                             |
| Rem(men)               | duplexrem achter                           | Altijd trommelrem achter Afhankelijk van circuit: geen rem vóór, velgrem vóór, trommelrem vóór | 2 Trommelremmen                      | 2 Trommelremmen                      |
| Gewicht                | 130 kg                                     | 130 kg                                                                                         | Onbekend                             | Onbekend                             |
| Tankinhoud             | 11 liter                                   | 10 liter                                                                                       | 10 liter                             | 10 liter                             |
| Voorganger             | geen                                       | C2V                                                                                            | C4V                                  | C4V                                  |
| Opvolger               | C4V en C2V Toer                            | V4 TT en V4 SS                                                                                 | Bicilindrica 500                     | Bicilindrica 500                     |